# Arimaa
Arimaa /əˈriːmə/ (ə-REE-məə-REE-mə) là một trò chơi board game được thiết kế để chơi được với một bộ cờ vua tiêu chuẩn và tạo ra độ khó cho máy tính có thể chơi giỏi trong khi vẫn dễ học và dễ chơi đối với con người. Hàng năm kể từ năm 2004, cộng đồng Arimaa đã tổ chức ba giải đấu: Giải vô địch thế giới (con người), Giải vô địch máy tính (máy tính), và Thách thức Arimaa (người đấu với máy). Vào năm 2015, thách thức này đã được máy tính (Sharp của David Wu) vượt qua, với các kỳ thủ Arimaa hàng đầu đồng ý rằng máy tính đã chơi giỏi hơn con người. Điều kiện tiên quyết để lĩnh giải thưởng là công khai thuật toán của máy tính và Wu đã xuất bản một bài báo mô tả thuật toán và hầu hết trang của tạp chí ICGA Journal bản ấn hành 38/1 được dùng để đăng thuật toán này. Thuật toán kết hợp cắt tỉa alpha-beta truyền thống (thay đổi phe chơi khi đạt 4 ply) với các chức năng heuristic được viết bằng tay khi phân tích các ván chơi của các kỳ thủ xuất sắc.
Arimaa được phát minh vào năm 2003 bởi Omar Syed, Một kỹ sư máy tính người Mỹ gốc Ấn Độ được đào tạo về trí tuệ nhân tạo. Syed lấy cảm hứng từ trận thua của Garry Kasparov trước máy tính cờ vua Deep Blue và đã thiết kế một trò chơi mới có thể chơi với một bộ cờ vua tiêu chuẩn, mà sẽ rất khó cho các máy tính có thể chơi tốt, nhưng có các quy tắc đơn giản đủ cho cậu con trai lên bốn tuổi Aamir hiểu được. ("Arimaa" là từ "Aamir" đọc ngược lại và thêm một chữ "a".)
Arimaa đã giành được nhiều giải thưởng bao gồm Trò chơi chiến lược tóm tắt hay nhất năm 2011 của GAMES Magazine, Trò chơi chiến lược của năm 2010 của Creative Child Magazine, và giải Parents' Choice Approved Award năm 2010. Trò chơi này cũng là chủ đề của một số nghiên cứu.